# فاروق محمد (مؤلف)
فاروق محمد كاتب عراقي معروف على صعيد المسرح والدراما التلفزيونية، اشتهر بأعماله التي تركت اثرا واضحا على المشهد الثقافي العراقي ونالت استحسان المشاهدين والنقاد، وهو واحد من فئة قليلة نجحت في أن تواكب وتغني الحركة الفنية في العراق سواء على صعيد التلفزيون أو المسرح. تُوفّي الكاتب فاروق محمد في 14 نوفمبر 2021.

## أعماله
أبرز أعماله، هي كتابة أكثر من 35 مسلسلاً تاريخياً واجتماعياً، تم إنتاجها عراقيا وعربيا، منها:

### أفلام
حب ودراجة.

### المسلسلات التاريخية
الاصمعي، أبي حنيفة، الشافعي، القلم والمحنة (ابن مقلة)، أبي تمام طائر الشعر، الزمن والغبار، المعري، الشعر ديوان العرب.  

### المسلسلات الاجتماعية
وينك ياجسر، قبل رحيل المواسم، حب وحرب، اسرار صغيرة، نفوس مهشمة، مواسم الحب، جذور واغصان، الهروب إلى المجهول، أمنيات نسائية، الزمن والغبار، سيد البيت، الحرير ودائرة الشوك، امال والآم، الشعاع.

### من مؤلفاته المسرحية
بيت وخمس بيبان إخراج محسن العلي، كشخة ونفخه، الإنسان الطيب، ترنيمة الكرسي الهزاز إخراج عوني كرومي، الغائب إخراج عوني كرومي، ماتبقى من طروادة، القشة، ومسرحية الشاهد إخراج عزيز خيون وقدمت في الجزائر.

## وصلات خارجية
فاروق محمد على موقع IMDB
فاروق محمد على موقع TMDB
فاروق محمد على موقع قاعدة بيانات الافلام العربية